# Wrzesień 2009

## 30 września2009
- W wyniku trzęsienia ziemi na Sumatrze zginęło co najmniej 1100 osób, a kilka tysięcy jest rannych. (Gazeta.pl)

## 29 września2009
- W wyniku trzęsienia ziemi na Wyspach Samoa na Pacyfiku oraz fali tsunami zginęło co najmniej 90 osób. (tvn24.pl)

## 28 września2009
- W wyniku brutalnego stłumienia protestu w Gwinei zginęło co najmniej 157 osób (BBC News)

## 27 września2009
- W  wyborach parlamentarnych w Niemczech zwycięstwo odniosła CDU kanclerz Angeli Merkel. (BBC News)
- W wyborach parlamentarnych w Portugalii zwyciężyła Partia Socjalistyczna premiera José Sócratesa. (BBC News)

## 26 września2009
- Początek podróży apostolskiej Benedykta XVI do Czech. (gazeta.pl)

## 25 września2009
- Vlad Filat objął stanowisko premiera Mołdawii (onet.pl)

## 24 września2009
- Prezydent Lech Kaczyński otworzył sesję handlu na nowojorskiej giełdzie papierów wartościowych. (Dziennik.pl)

## 22 września2009
- Bułgarka Irina Bokowa została wybrana na Dyrektora Generalnego UNESCO. (Le Figaro)

## 20 września2009
- W finale EuroBasketu 2009, rozgrywanym w katowickim Spodku, złoty medal zdobyła reprezentacja Hiszpanii, która pokonała reprezentację Serbii 85:63. (gazeta.pl)

## 18 września2009
- Wyemitowano ostatni (15762) odcinek Guiding Light, najdłużej emitowanego serialu na świecie – nadawanego w amerykańskiej telewizji od 1952 roku. (deser.pl)
- W wieku 89 lat zmarła polska filozof Barbara Skarga. (onet.pl)
- 17 górników zginęło, a około 37 zostało rannych w katastrofie w KWK "Wujek" Ruch Śląsk w Rudzie Śląskiej. (TVN24.pl)

## 16 września2009
- Yukio Hatoyama objął  stanowisko premiera Japonii. (gazeta.pl)

## 14 września2009
- W wyborach parlamentarnych w Norwegii zwycięstwo odniosła Norweska Partia Pracy premiera Jensa Stoltenberga. (BBC News)
- W wieku 57 lat na raka trzustki zmarł Patrick Swayze – aktor, tancerz, piosenkarz i choreograf, odtwórca roli Johnny'ego Castle'a w słynnym filmie Dirty Dancing. (onet.pl)

## 13 września2009
- W Turcji męska reprezentacja Polski zdobyła złoty medal Mistrzostw Europy w piłce siatkowej, pokonując w finale reprezentację Francji 3:1. (CEV)
- Pożar w szpitalu w Tałdykorganie.

## 12 września2009
- Polski przedsiębiorca z Grodzieńszczyzny Stanisław Siemaszko został wybrany 12 września 2009 nowym przewodniczącym Związku Polaków na Białorusi lojalnego wobec prezydenta Łukaszenki. (Interia.pl)
- W wieku 95 lat zmarł amerykański uczony Norman Borlaug, laureat Pokojowej Nagrody Nobla. (TVN24.pl)
- Prezydent Mołdawii Vladimir Voronin zrezygnował z pełnienia urzędu. (TVN24.pl)

## 11 września2009
- Były prezydent Tajwanu Chen Shui-bian został skazany na dożywotnie więzienie za sprzeniewierzenie funduszy państwowych. (gazeta.pl)
- W wieku 81 lat zmarł Larry Gelbart – współtwórca, reżyser i scenarzysta słynnego serialu M*A*S*H (onet.pl)
- W wieku 115 lat zmarła amerykanka Gertrude Baines, uznawana za najstarszą kobietę na świecie. (wiadomosci.wp.pl)

## 8 września2009
- W katastrofie górniczej w Pingdingshan zginęły 54 osoby, a 25 jest zaginionych. (China Daily)

## 7 września2009
- Samoa wprowadziło ruch lewostronny. (wiadomości.wp.pl)

## 6 września2009
- Suzann Pettersen z Norwegii zdobyła swój szósty tytuł LPGA Tour wygrywając z przewagą pięciu uderzeń rozgrywany w Kanadzie turniej golfowy CN Canadian Women's Open. (USA Today)

## 2 września2009
- Iolu Abbil został wybrany prezydentem Vanuatu (People's Daily Online).

## 1 września
- 70. rocznica II wojny światowej.